# Münzstätte Hohensolms
Die Münzstätte Hohensolms war eine Münzprägeanstalt in Hohensolms, die im 17. Jahrhundert von den Grafen von Solms-Hohensolms betrieben wurde.

## Geschichte
Am 8. Februar 1552 erhielt Graf Reinhard v. Solms-Lich für sich und seine männlichen Erben und Nachkommen vom Kaiser das Recht verliehen, Gold- und Silbermünzen nach Maßgabe der Reichsgesetze zu prägen.
Reinhard selbst machte von dem Münzregal jedoch keinen Gebrauch. Die ersten Münzen des Hauses Solms sind 1588 von seinen Söhnen geprägt worden. Ihre Münzstätte befand sich in Lich. Eine Münzstätte in Hohensolms ist dagegen erstmals zu Beginn des 17. Jahrhunderts belegt, als Graf Philipp II. v. Solms-Lich kurzfristig seinen Wohnsitz aufs Hohensolmser Schloss verlegte.
Die Lage des Ortes erwies sich jedoch als wenig geeignet für einen rentablen Betrieb der Werkstatt. Zu entfernt lagen die Städte Frankfurt, Friedberg und Hanau, wo Münzmeister und Münzprüfer lebten und wo letztlich – in Ermangelung eigener Silberbergwerke – auch der Silberankauf erfolgte. So musste das Edelmetall – teurer als sonst üblich – eingekauft, Münzmeister, Wardein und Münzgesellen höher besoldet und mit mehr Unkosten an Fuhr- und Botenlohn hin und her transportiert werden. Diese erste Phase der Münzherstellung in Hohensolms fand bereits 1613 ein Ende, als Graf Philipp wieder nach Lich übersiedelte und auch die zum Prägen benötigten Gerätschaften fortschaffen ließ.
Aus den folgenden Jahrzehnten ist zunächst nichts über eine Münzprägung in Hohensolms bekannt. Die Grafen Hermann Adolf und Philipp Reinhard I. von Solms-Hohensolms nutzten den Ort nicht als Prägestätte, sondern ließen zunächst in Nieder-Weisel und später in Butzbach prägen. Von ihren Nachfolgern Philipp Reinhard II. und Johann Heinrich Christian wiederum sind gar keine Münzen bekannt.
Umso größer war dann der Umfang der Münzprägungen unter der Regierung des Grafen Ludwig v. Solms-Hohensolms in der zweiten Hälfte des 17. Jahrhunderts. Von ihm kennen wir mehr Geldstücke als von irgendeinem anderen Angehörigen seines Hauses. Die Prägewerkstatt befand sich wohl in oder bei einem Teil des Schlosses, der heute noch „die Münz“ heißt.
Wann genau die Münzproduktion wieder aufgenommen wurde, erfahren wir nicht. In der einschlägigen Literatur wird stets der Zeitraum von 1675 bis 1698 angegeben. Doch schon 1671 wird im Hohensolmser Kirchenbuch Paul der Müntzer erwähnt. Bei diesem dürfte es sich um Paul Heuser gehandelt haben, der auch in den folgenden Jahren immer wieder im Kirchenbuch erscheint. Da davon auszugehen ist, dass Paul der Münzer seinen Beruf auch ausübte, ist zu vermuten, dass die Münzprägung in Hohensolms schon deutlich vor 1675 wieder eingesetzt hatte.
Im Zeitraum 1675–1677 wurde eine beträchtliche Zahl von Guldenmünzen geprägt. Zunächst gehörten die Hohensolmser Gulden noch zu den besseren und wurden vom Fränkischen Kreis, von Salzburg und Köln als vollgültiges Zahlungsmittel gegengestempelt. Zunehmend verlegte man sich jedoch auf das Geschäft der Geldverschlechterung, bei dem gutes Silbergeld eingeschmolzen und aus dem Metall neues Geld hergestellt wurde. Die Beschaffung des benötigten Silbers erfolgte zumeist durch jüdische Verleger. Das Edelmetall streckten die gräflich-hohensolmsischen Münzmeister jedoch so stark mit Kupfer, dass die neuen Münzen in Gehalt und Gewicht minderwertig waren. Anschließend wurde das schlechte Geld – um die heimische Wirtschaft nicht zu schädigen – außer Landes geschafft und dort unters Volk gebracht.
Bei der Münzstätte des Grafen Ludwig in Hohensolms handelte es sich um eine der einträglichsten Heckenmünzen im hessischen Raum. Wiederholt wurde der Graf deswegen mit Exekution belegt. Nach mehrfachen Exekutionen, bei denen auch immer wieder Beteiligte verhaftet und Gerätschaften beschlagnahmt worden waren, kam die Prägetätigkeit gegen Ende des 17. Jahrhunderts zum Erliegen. Nach einer letzten Zerstörung der Werkstatt im Sommer 1698 scheint der Betrieb nicht wieder aufgenommen worden zu sein.

### Münzmeister
- Paul Heuser (1671–1687)
- Jost Georg Bickstein, aus Goslar (1675)
- Peter Paul Peckstein, aus Goslar (1676)
- Georg/Jörg Ahrens (1676–1677)
- Johann Jeremias Freytag (1677?)
- Wilhelm Leutner, aus Eschbach bei Usingen stammend (1691–1696)
- Friedrich Christian Arnold (1693)
- Paul Nikolaus Flex (1693)
- Dietrich Zimmermann (1695)
- Nathan Goldschmidt, aus Frankfurt (1698)
- Moyses Zuns, Schwiegervater von Goldschmidt (1698)

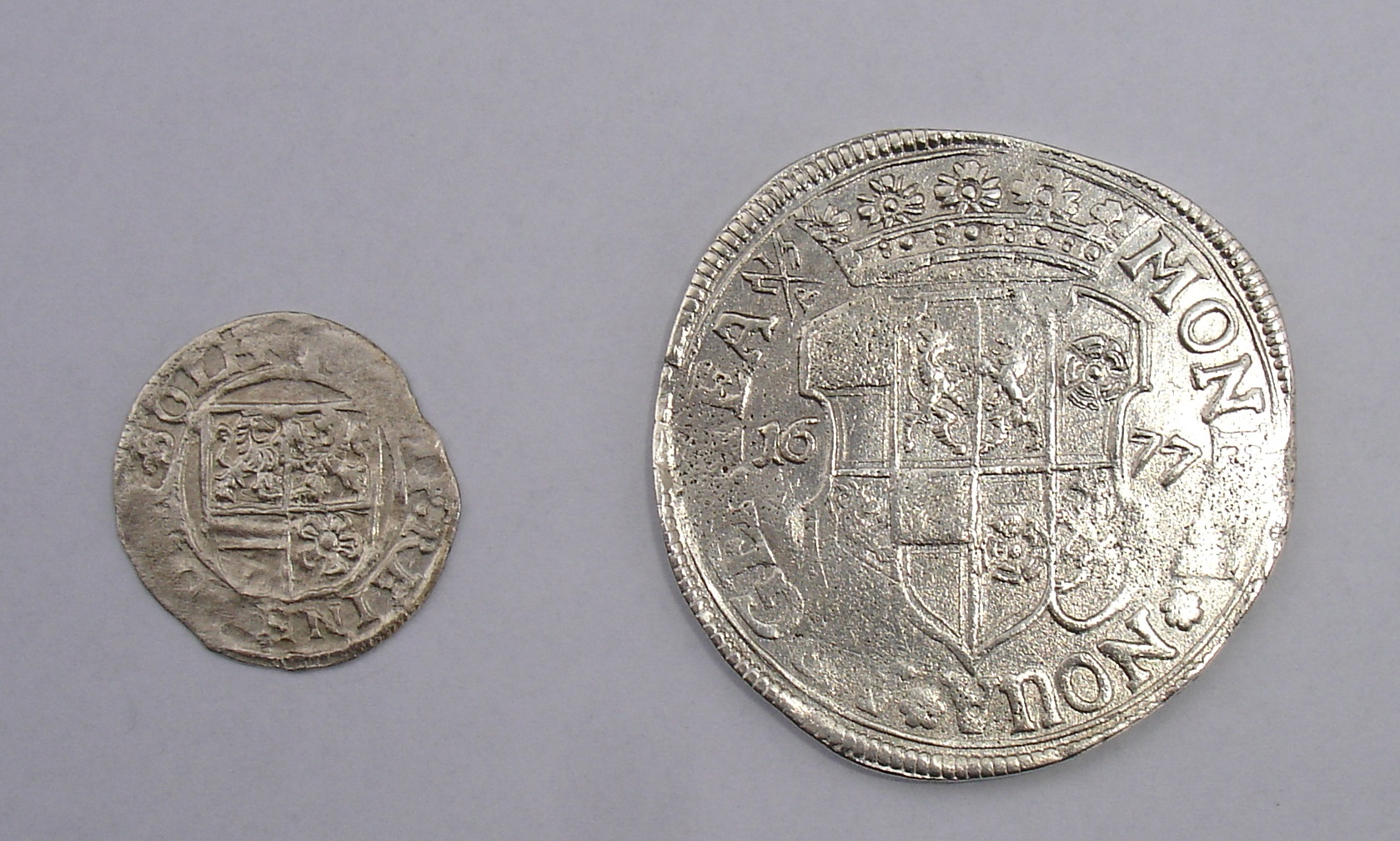
Münzen aus der Münzstätte Hohensolms mit dem Solmser Wappen. Links 3-Kreuzer-Münze aus dem Jahr 1612. Rechts 60-Kreuzer-Großmünze (Gulden) aus dem Jahr 1677, Münzmeister Georg Ahrens

## Münzen
Während in der ersten Phase der Münzprägung unter dem Grafen Philipp wohl ausschließlich Kleinmünzen geprägt wurden, sind von Graf Ludwig zahlreiche Großmünzen zu 60 Kreuzern (= 1 Gulden) bekannt. Die Porträts des Grafen auf den verschiedenen Gulden waren jedoch nicht einheitlich, sondern wechselten mit den jeweiligen Münzmeistern und zeigten häufig ein unschönes Bild. Es lassen sich insgesamt zehn verschiedene Porträts unterscheiden. Mit einer einzigen Ausnahme hatten diese jedoch nichts mit dem tatsächlichen Aussehen des Grafen zu tun, sondern waren freie Erfindungen der Stempelschneider oder bloße Kopien auswärtiger Münzen. Die Typenvielfalt sollte sicher den Umlauf erleichtern, da die einfachen Leute die Herkunft der Münzen auf diese Weise schwerer erkennen konnten.